# Cratere Leibnitz
Leibnitz è un grande cratere lunare di 236,67 km situato nella parte sud-occidentale della faccia nascosta della Luna.
Il cratere è dedicato al filosofo tedesco Gottfried Wilhelm von Leibniz.

## Crateri correlati
Alcuni crateri minori situati in prossimità di Leibnitz sono convenzionalmente identificati, sulle mappe lunari, attraverso una lettera associata al nome.
| Leibnitz | Coordinate             | Diametro (in km) |
| -------- | ---------------------- | ---------------- |
| R        | 39°34′12″S 176°20′24″E | 20,21            |
| S        | 39°54′36″S 172°05′24″E | 30,4             |
| X        | 36°43′12″S 177°25′48″E | 19,71            |